# Nicola Jackson
Nicola Clare Jackson (* 19. Februar 1984) ist eine ehemalige britische Schwimmerin. Sie gewann bei Weltmeisterschaften auf der 50-Meter-Bahn eine Goldmedaille, auf der 25-Meter-Bahn erschwamm sie zwei Goldmedaillen, eine Silbermedaille und zwei Bronzemedaillen. Hinzu kamen drei Bronzemedaillen bei Europameisterschaften auf der Kurzbahn.

## Sportliche Karriere
Anfang April 1999 fanden die Kurzbahnweltmeisterschaften in Hongkong statt. Jackson schwamm im Vorlauf der 4-mal-100-Meter-Freistilstaffel. Im Finale siegten Alison Sheppard, Claire Huddart, Karen Pickering und Sue Rolph mit über zwei Sekunden Vorsprung vor den Niederländerinnen und den Australierinnen. Die 4-mal-200-Meter-Freistilstaffel mit Claire Huddart, Karen Legg, Nicola Jackson und Karen Pickering erreichte den zweiten Platz hinter den Schwedinnen. Die Europameisterschaften 1999 wurden Ende Juli in Istanbul ausgetragen. Die 4-mal-200-Meter-Freistilstaffel mit Legg, Jackson, Karen Nisbet und Pickering hatte als Vierte im Ziel 0,25 Sekunden Rückstand auf die drittplatzierten Rumäninnen. Im Dezember 1999 bei den Kurzbahneuropameisterschaften in Lissabon gewann Nicole Jackson drei Bronzemedaillen. Sie wurde Dritte über 50 Meter Schmetterling hinter den Schwedinnen Anna-Karin Kammerling und Johanna Sjöberg. Die beiden Schwedinnen siegten auch mit der 4-mal-50-Meter-Freistilstaffel, hinter den Deutschen erschwammen Alison Sheppard, Nicola Jackson, Karen Pickering und Sue Rolph die Bronzemedaille. Auch in der 4-mal-50-Meter-Lagenstaffel siegten die Schwedinnen vor den Deutschen. Die drittplatzierte britische Staffel mit Katy Sexton, Zoe Baker, Nicola Jackson und Sue Rolph schlug fast zwei Sekunden nach den Deutschen an.
Im März 2000 bei den Kurzbahnweltmeisterschaften in Athen wurde Jackson Dritte über 50 Meter Schmetterling hinter Jenny Thompson aus den Vereinigten Staaten und Anna-Karin Kammerling. Über 100 Meter Schmetterling erreichte Jackson den sechsten Platz. Die 4-mal-200-Meter-Freistilstaffel siegte in der Besetzung Claire Huddart, Nicola Jackson, Karen Legg und Karen Pickering mit anderthalb Sekunden Vorsprung vor der Staffel aus den Vereinigten Staaten und stellte dabei einen Weltrekord auf der Kurzbahn auf. In der 4-mal-100-Meter-Freistilstaffel siegten die Schwedinnen vor den Deutschen. Sheppard, Huddart, Legg und Pickering erschwammen die Bronzemedaille, Nicola Jackson erhielt für ihren Einsatz im Vorlauf ebenfalls eine Bronzemedaille. Die Lagenstaffel mit Sarah Price, Jaime King, Nicola Jackson und Karen Pickering wurde Fünfte. Im September wurden in Sydney die Olympischen Spiele 2000 eröffnet. Die britische 4-mal-200-Meter-Freistilstaffel mit Jackson, Legg, Janine Belton und Pickering hatte auf dem sechsten Platz fünf Sekunden Rückstand auf den dritten Platz. Bei den Weltmeisterschaften in Fukuoka gewannen Nicola Jackson, Janine Belton, Karen Legg und Karen Pickering den Weltmeistertitel mit über zweieinhalb Sekunden Vorsprung vor den Deutschen. Die Bronzemedaille ging an die Japanerinnen, nachdem die zweitbeste Staffel der Vorläufe aus Australien im Finale genauso disqualifiziert worden war wie die viertbeste Staffel der Vorläufe aus den Vereinigten Staaten.
Die 1,75 Meter große Nicola Jackson schwamm für den Derwentside ASC, für den später auch ihre Schwester Joanne Jackson antrat.